# 長靴をはいた猫 (宝塚歌劇)
『長靴をはいた猫』（ながぐつをはいたねこ）は、宝塚歌劇団のミュージカル作品。副題に「ペローの童話より」とあるように、シャルル・ペローによる同名の童話を原作とする。月組公演。
形式名は「ミュージカル・ファンタジー」。24場。
併演作品は『スパーク&スパーク』。

## 解説
※『宝塚歌劇100年史（舞台編）』の宝塚大劇場のページを参照
大滝子の宝塚退団公演。
メルヘンの雰囲気から一転して怪奇的な妖しい場面になった。
出演者同士のかけ合いもあったハッピーエンドの物語。

## 公演期間と公演場所
- 1976年5月14日 - 6月22日[1]（第1回・新人公演：5月29日[2]、第2回・新人公演：6月8日[2]）　宝塚大劇場
- （東京宝塚劇場未公演）

## 主な配役
- 黒猫ジャック - 大滝子（第1回・新人公演：有明淳、第2回・新人公演：大地真央）[2]
- コンスタンタン（ジャックの主人） - 瀬戸内美八（第1回・新人公演：条はるき、第2回・新人公演：芹まちか）[2]
- マルグリット - 北原千琴（第1回・新人公演：杏うらら、第2回・新人公演：野ばら朱実）[2]

## 主な楽曲
- 仙女の祈り
- 街角

## スタッフ
- 作・演出：菅沼潤[1]
- 作曲・編曲：吉崎憲治[3]
- 編曲：十時一夫[3]、中野潤二[3]、中井光晴[3]、橋本和明[3]
- 音楽指揮：橋本和明[3]
- 振付：羽山紀代美[3]
- 殺陣・擬闘：二階堂武[3]
- 装置：石浜日出雄[3]
- 衣装：静間潮太郎[3]
- 照明：沢田祐二[4]
- 音響・録音：松永浩志[4]
- 小道具：万波一重[4]
- 効果：坂上勲[4]
- 合唱指導：橋本和明[4]
- 奇術指導：松旭斉滉洋[4]
- 演出助手：太田哲則[4]、村上信夫[4]
- 制作：三宅征夫[4]